# 罗马帝国沦亡录
《罗马帝国沦亡录》（英語：The Fall of the Roman Empire），导演安东尼·曼，主演索非娅·罗兰、史蒂芬·博伊德、亚历克·吉尼斯、詹姆士·梅遜、克里斯托弗·普卢默、麦尔·费尔、奧瑪·雪瑞夫。
雷利·史考特2000年執導的電影《神鬼戰士》是基於同一段羅馬歷史改編拍攝的電影，但並非本片的重拍。

## 剧情
罗马帝国皇帝马可·奥勒留已经行将就木，他决定把皇位传给贤臣“利比亚斯”，不传给自己的儿子王子康茂德，王子一心得到皇位，不惜把父亲毒死。利比亚斯没有坐上罗马皇帝的大位，转而辅佐自己的好友康茂德登上罗马帝国皇位，新皇帝忌恨他的才能，派他去镇守边疆。
康茂德这位新皇帝没有治国才能，残暴暴虐，民心思变，他决定增加税收，结果导致各联邦的抵制，反对派领导人是他的姐姐“露西拉公主”。
新皇帝调回利比亚斯去征讨反对派，露西拉公主是利比亚斯的心爱的女人，不忍心下手，但是他太守旧、保守、愚昧，为了忠于皇帝，去镇压了自己心爱的女人所领导的反对派。
新皇帝把两人抓了起来，准备烧死他们，但利比亚斯逃脱，最後他杀了暴君，带着公主离开罗马帝国。

## 演出
| 演员              | 角色                | 备注 |
| 索非娅·罗兰       | 露西拉公主          |      |
| 史蒂芬·博伊德     | 利比亚斯            |      |
| 亚历克·吉尼斯     | 馬爾庫斯·奧列里烏斯 |      |
| 克里斯托弗·普卢默 | 康茂德              |      |
| 詹姆士·梅遜       | 提蒙迪斯            |      |
| 麦尔·费尔         | 马可·奥里利乌斯     |      |
| 奧瑪·雪瑞夫       | 亚美尼亚国王        |      |
| 安东尼·奎尔       | 维尔图斯            |      |
| 约翰·艾尔兰       | 布拉马尔            |      |
| 埃里克·波特       | 尤利安努斯          |      |
| 芬利·柯里         | 参议员              |      |
| 安德鲁·基尔       | 波力比阿斯          |      |
| 道格拉斯·威尔默   | 佩森尼尔斯·奈哲尔   |      |
| 乔治·马塞尔       | 维多利纳斯          |      |
| 诺曼·伍兰德       |                     |      |

## 奖项
| 年份 | 奖项                             | 是否得奖 | 备注 |
| ---- | -------------------------------- | -------- | ---- |
| 1964 | 金球奖最佳原创配乐奖             | 獲獎     |      |
| 1965 | 第37届奥斯卡金像奖最佳原创音乐奖 | 提名     |      |

## 上映
该电影以两千万美元之预算，仅获得不到两百万票房，其损失之巨堪称纪录；然而，该片却获得影评人大量好评，并称之为经典之作。
由于出演这部史诗片，索非娅·罗兰的身价倍增，成了片酬最高的演员。